# Desigualdad de Boole
En teoría de la probabilidad, la desigualdad de Boole estipula que para toda familia finita o numerable de sucesos, la probabilidad de que al menos uno de esos sucesos ocurra es menor o igual a la suma de las probabilidades de los sucesos individuales. De manera más formal,
| Teorema: Para una familia finita o numerable de sucesos A1, A2, A3, ..., se cumple: {\displaystyle \mathbb {P} \left(\bigcup _{n}A_{n}\right)\leq \sum _{n}\mathbb {P} \left(A_{n}\right).} |

## Demostración

### Familia finita
Primero se trata, por inducción, el caso de una familia finita {\displaystyle (A_{1},\dots ,A_{m})} de sucesos.
Se trata de probar que {\displaystyle \mathbb {P} \left(A_{1}\cup \cdots \cup A_{m}\right)\leq \mathbb {P} (A_{1})+\cdots +\mathbb {P} (A_{m})}.
La desigualdad es cierta para {\displaystyle m=1}. Supuesta cierta para un {\displaystyle m} dado, se considera una familia {\displaystyle (A_{1},\dots ,A_{m+1})} de {\displaystyle m+1} sucesos.
Sea {\displaystyle E=A_{1}\cup \cdots \cup A_{m}} : {\displaystyle \mathbb {P} (E)\leq \mathbb {P} (A_{1})+\cdots +\mathbb {P} (A_{m})} (hipótesis de inducción).
Entonces: {\displaystyle \mathbb {P} (A_{1}\cup \cdots \cup A_{m+1})=\mathbb {P} (E\cup A_{m+1})=\mathbb {P} (E)+\mathbb {P} (A_{m+1})-\mathbb {P} (E\cap A_{m+1})},
de donde: {\displaystyle \mathbb {P} (A_{1}\cup \cdots \cup A_{m+1})\leq \mathbb {P} (E)+\mathbb {P} (A_{m+1})\leq \mathbb {P} (A_{1})+\cdots +\mathbb {P} (A_{m})+\mathbb {P} (A_{m+1})}.

### Familia numerable
Ahora se trata el caso de una familia numerable {\displaystyle (A_{n})_{n\geq 1}} de sucesos.
Para todo número natural {\displaystyle n} (distinto de cero), sea {\displaystyle E_{n}=A_{1}\cup \cdots \cup A_{n}}; entonces {\displaystyle \mathbb {P} (E_{n})\leq \sum _{k=1}^{n}\mathbb {P} (A_{k})}.
La desigualdad de Boole se comprueba por paso al límite sobre {\displaystyle n}; en efecto {\displaystyle \bigcup _{n\geq 1}E_{n}=\bigcup _{n\geq 1}A_{n}} y para todo {\displaystyle n}, {\displaystyle E_{n}\subset E_{n+1}}, entonces {\displaystyle \lim \mathbb {P} (E_{n})=\mathbb {P} \left(\bigcup _{n\geq 1}A_{n}\right)}.

### Otro método
Otro método que trata a la vez el caso finito y el caso numerable: sea {\displaystyle \ A'_{1}=A_{1}} y para todo {\displaystyle n\geq 2}, {\displaystyle A'_{n}=A_{n}\setminus (A_{1}\cup \cdots \cup A_{n-1})}.
Entonces {\displaystyle \bigcup _{n}A_{n}=\bigcup _{n}A'_{n}}, y los sucesos {\displaystyle A'_{1},A'_{2},\dots } son incompatibles dos a dos;

por otra parte, para todo {\displaystyle n,A'_{n}\subset A_{n}}, entonces {\displaystyle \mathbb {P} (A'_{n})\leq \mathbb {P} (A_{n})} ({\displaystyle \mathbb {P} } es creciente).
De todo esto, se deduce que {\displaystyle \mathbb {P} \left(\bigcup _{n}A_{n}\right)=\mathbb {P} \left(\bigcup _{n}A'_{n}\right)=\sum _{n}\mathbb {P} (A'_{n})\leq \sum _{n}\mathbb {P} (A_{n})}.

### Teoría de la medida
En lenguaje de la teoría de la medida, la desigualdad de Boole se deriva del hecho de que una medida de probabilidad es σ-subaditiva, como es el caso de toda medida.

## Desigualdades de Bonferroni
Las llamadas desigualdades de Bonferroni generalizan la desigualdad de Boole y proporcionan mayorantes y minorantes de la probabilidad de uniones finitas de sucesos.
Sean:
{\displaystyle S_{1}:=\sum _{i=1}^{n}\mathbb {P} (A_{i}),}
{\displaystyle S_{2}:=\sum _{i<j}\mathbb {P} (A_{i}\cap A_{j}),}
y para 2 < k ≤ n,
{\displaystyle S_{k}:=\sum \mathbb {P} (A_{i_{1}}\cap \cdots \cap A_{i_{k}}),}
donde la suma de realiza sobre todas las k-uplas estrictamente crecientes de enteros positivos comprendidos entre 1 y n.
Entonces para todo entero positivo impar k tal que 1 ≤ k ≤ n
{\displaystyle \mathbb {P} \left(\bigcup _{i=1}^{n}A_{i}\right)\leq \sum _{j=1}^{k}(-1)^{j+1}S_{j},}
y para todo entero positivo par k tal que 2 ≤ k ≤ n
{\displaystyle \mathbb {P} \left(\bigcup _{i=1}^{n}A_{i}\right)\geq \sum _{j=1}^{k}(-1)^{j+1}S_{j}.}
La desigualdad de Boole se da para k = 1.